# Fanmi Lavalas
Fanmi Lavalas (Famille Lavalas du créole haïtien lavalas : l'averse ou l'avalanche) est un parti politique en Haïti. L'ancien président haïtien Jean-Bertrand Aristide est le représentant national de ce parti, soit la plus haute autorité officielle, jouissant par ailleurs d'un  mandat  à vie et du droit de désigner les candidats du parti en cas de non tenue d'élections primaires. Ce parti est une composante importante de la vie politique haïtienne depuis 1991.

## Histoire
Le Fanmi Lavalas est un parti qui se situe dans le courant de la social-démocratie. Il fut créé à la suite d'une division du parti de l'Organisation du peuple en lutte. L'OPL prônait une ouverture des institutions aux financiers internationaux ce que n'admettait pas un certain nombre de militants de base de ce mouvement.           
Le gouvernement d'Aristide investit dans la santé et l'éducation malgré les mesures d'austérité prônées par le Fonds monétaire international. 
En 1997, le parti Lavalas reçut l'apport des membres de l'Organisation du peuple en lutte qui décidèrent de fusionner dans le parti dont ils étaient proches.

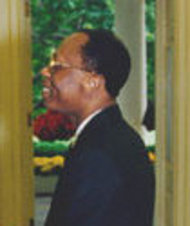
Jean-Bertrand Aristide, fondateur et président du parti de 1996 à 2004.

En décembre 2000, Jean-Bertrand Aristide est réélu président de la République, pour un second mandat présidentiel, avec 93 % des voix, mais avec seulement 5 % de participation : le peuple haïtien ne croit plus à la démocratie depuis les fraudes électorales survenues lors des élections législatives quelques mois auparavant. Le régime du président Aristide se durcit et apparaissent des groupuscules armés issus des gangs des quartiers pauvres de Port-au-Prince, les Chimères, manipulés par le pouvoir haïtien, qui rançonnent et tuent en toute impunité pour terroriser la population.
En 2003 commença une rébellion fomentée notamment par le Groupe des 184 qui s'opposait à la politique nationale du président Aristide. En effet le parti Lavalas et son président s'opposaient à la privatisation du secteur public au profit des milieux financiers américains. Le Groupe des 184, aidé par les États-Unis fomentèrent des troubles dans le pays qui aboutirent à la situation insurrectionnelle de février 2004.
En février 2004, à la suite du renversement du président Aristide, ce dernier fut contraint de s'exiler en République centrafricaine.
Des élections furent fixées en 2006 par le gouvernement intérimaire de Gérard Latortue, et mises en place par des puissances étrangères Canada, États-Unis et la France. Certains membres de Fanmi Lavalas ont fait valoir que Marc Bazin, était le candidat du parti Lavalas. Toutefois, une partie de ses partisans soutiennent massivement René Préval dans sa campagne en tant que candidat présidentiel. Les candidats Lavalas ont boycotté l'élection pour la plupart, mais leurs électeurs ont soutenu l'émergence du parti Front de l'espoir. Le parti Lavalas fit partie de la coalition gouvernementale dirigée par le Premier Ministre Jacques-Édouard Alexis.
En 2009, le Conseil électoral provisoire haïtien (CEP) a pris la décision d'interdire aux candidats du parti Lavalas de l'ex-président Jean-Bertrand Aristide de participer aux élections sénatoriales du 19 avril 2009, au prétexte qu'ils n'ont pas réussi «à fournir un document d'attestation signé par le chef du parti». La requête est insensée, objectent les lavalassiens, étant donné qu'Aristide, exilé en Afrique du Sud depuis 2004, n'intervient plus dans les activités du parti. Ils y voient un effort délibéré pour bloquer la voie à Famille Lavalas, qui demeure le parti le plus important en Haïti. L'Organisation des États américains et les États-Unis ont prévenu que la décision du CEP risquait de délégitimer le scrutin,.
En novembre 2009, le représentant national de Fanmi Lavalas confirme avoir donné mandat à Maryse Narcisse pour parler au nom de l’organisation avec le CEP.
Le CEP, dont les membres ont été nommés par le gouvernement, interdit au parti de prendre part aux élections générales haïtiennes de 2010-2011,  alors même qu'il était considéré comme le parti le plus populaire du pays.